# NGC 1011
NGC 1011 (другие обозначения — MCG −2-7-45, NPM1G −11.0096, PGC 9955) — эллиптическая галактика (E0) в созвездии Кит. Открыта Льюисом Свифтом 21 ноября 1876 года с помощью 16-сантиметрового рефрактора.
Этот объект входит в число перечисленных в оригинальной редакции «Нового общего каталога».

## Характеристики
Вместе с галактиками NGC 1006 (спиральная с перемычкой) и NGC 1017 (спиральная) эта галактика составляет небольшую группу SSSG 9. Триплет является физическим (то есть галактики расположены вблизи друг от друга в пространстве, а не просто случайно проецируются в близкие точки небесной сферы), поскольку их красное смещение почти одинаково — исследование спектра NGC 1006 и NGC 1011 показало, что лучевые скорости галактик отличаются лишь на 122 км/с. Разница скоростей газовой и звёздной компоненты NGC 1006 составляет 80 км/с, причём скорость газа ближе к скорости галактики NGC 1011. В то же время в галактике NGC 1011 возмущения, которые могли быть вызваны влиянием соседей, не наблюдаются.

## Наблюдаемость
Галактику можно наблюдать в достаточно качественные любительские телескопы во всех местностях земного шара, кроме северных околополярных областей, где она всегда ниже горизонта. Она видна с конца июня (на западе после захода Солнца) до середины марта (на востоке перед восходом Солнца), лучшее время для наблюдений — ноябрь, кроме южных полярных областей, где в это время длится полярный день или белые ночи.